# Tohoku Professional University of Agriculture and Forestry

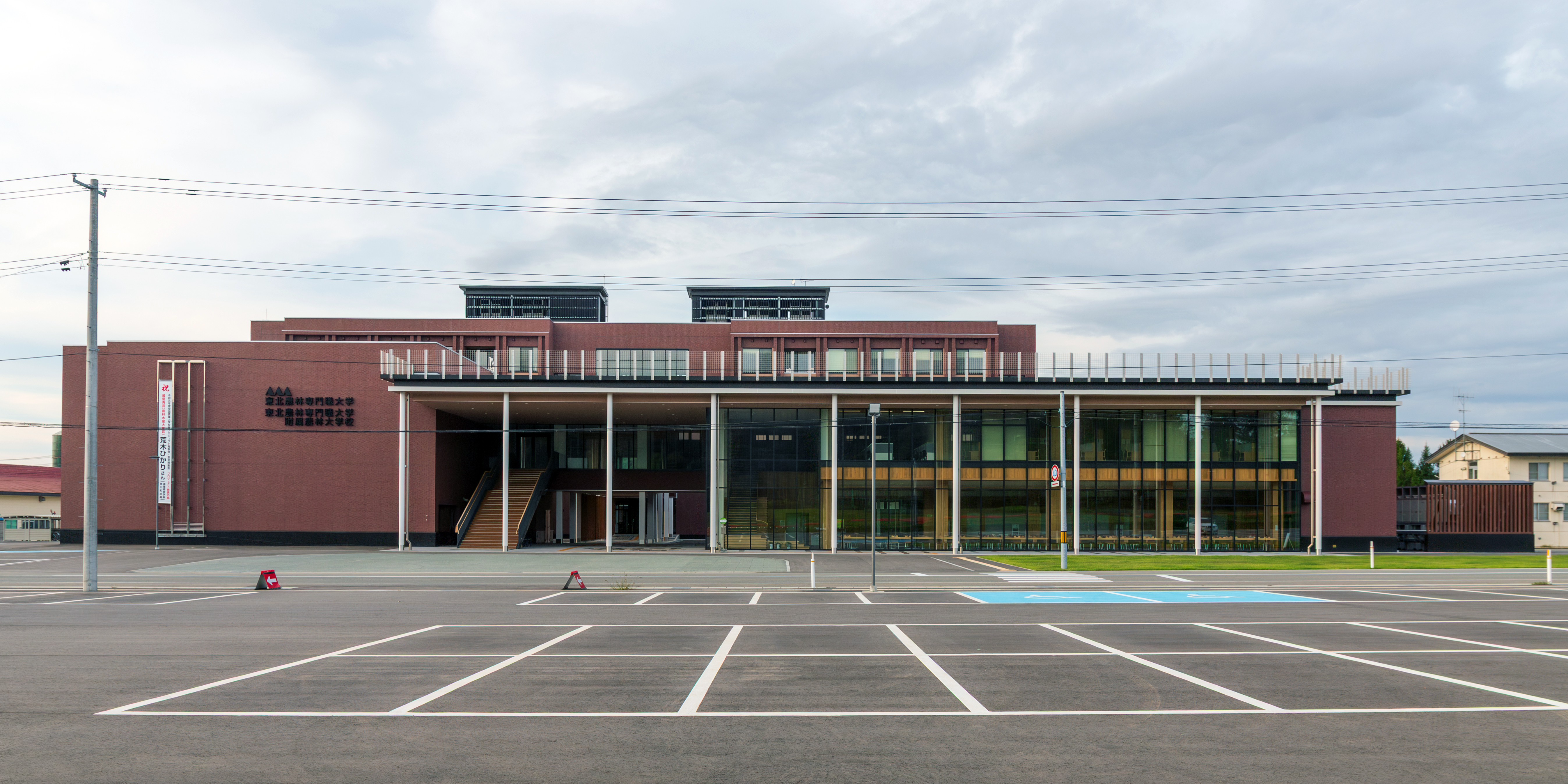
Hauptgebäude (2024)

Die Tohoku Professional University of Agriculture and Forestry (engl. für japanisch 東北農林専門職大学 Tōhoku nōrin semmonshoku daigaku, wörtlich „Berufliche Universität für Land- und Forstwirtschaft Tōhoku“, kurz: TPUAF) ist eine öffentliche (präfekturale) berufliche Universität in Shinjō in der Präfektur Yamagata (Japan).
Die berufliche Universität wurde 2024 gegründet. Die bestehende Fachschule Yamagata-kenritsu Nōrin Daigakkō (山形県立農林大学校, „Präfekturale Hochschule für Land- und Forstwirtschaft Yamagata“, gegründet 1955) wurde zu ihrer angegliederten Fachschule.

## Fakultäten
- Fakultät für Land- und Forstwirtschaftsmanagement (jap. 農林業経営学部, engl. Faculty of Management for Agriculture and Forestry)
  - Abteilung für Landwirtschaftsmanagement
  - Abteilung für Forstwirtschaftsmanagement
- Angegliederte Fachschule (2-jährig)
  - Abteilungen: Reisanbau / Obstanbau / Gemüse- und Blumenanbau / Tierhaltung / Lebensmittelverarbeitung / Forstwirtschaft